# My little white cat
『my little white cat』（マイ リトル ホワイト キャット）は、伊東歌詞太郎のミニアルバム。2012年12月31日にluminouscoreから発売された。

## 概要
伊東歌詞太郎初となるアルバム作品で、ボーカロイド楽曲のカバーを中心に収録されている。また、収録曲は自身が「白」をコンセプトに選曲しており、ニコニコ動画などに投稿されている楽曲もアルバムのために再びレコーディングとミックスが行われた。
収録曲の内「小夜子」と「チルドレンレコード」は、2022年2月16日発売の1stベストアルバム『三千世界』にも収録された。

## 収録内容
| #         | タイトル                   | 作詞              | 作曲              | 編曲      |      |
| --------- | -------------------------- | ----------------- | ----------------- | --------- | ---- |
| 1.        | 「ゆるふわ樹海ガール」     | 石風呂            | 石風呂            |           |      |
| 2.        | 「僕らのレットイットビー」 | はりー            | はりー            | 快晴P     |      |
| 3.        | 「刹那プラス」             | みきとP           | みきとP           |           |      |
| 4.        | 「コカコーラタイム」       | みきとP           | みきとP           |           |      |
| 5.        | 「小夜子」                 | みきとP           | みきとP           |           |      |
| 6.        | 「チルドレンレコード」     | じん（自然の敵P） | じん（自然の敵P） |           |      |
| 合計時間: | 合計時間:                  | 合計時間:         | 合計時間:         | 合計時間: | 0:00 |